# Kreiseldrift
Als Kreiseldrift wird das langsame Auswandern der Drehachse eines Kreiselinstruments aus der ursprünglichen Lage bezeichnet. Ein Kreisel ist (unter anderem) integraler Bestandteil des künstlichen Horizonts im Flugzeug.

## Grundlagen
Kreiseldrift entsteht durch kleine mechanische Unvollkommenheiten und führt bei Richtungs- und Lagemessungen insbesondere in der Flugnavigation von Langstrecken zu Fehlern, die – werden sie nicht korrigiert – zu wesentlichen Kursabweichungen führen können.
Die Drift eines Kreisels hängt von der mechanischen Qualität des Rotors und seiner Lagerung ab und kann bei heutigen Kreiselplattformen bereits unter etwa 0,01° pro Stunde gehalten werden. Sie hat systematische und zufällige Anteile, von denen erstere überwiegen und linear bis quadratisch mit der Zeit zunehmen. Ihre Auswirkung auf die Koppelnavigation kann daher teilweise mit der 3. Potenz der Zeit ansteigen, was z. B. die Inertialnavigation (INS) auf Genauigkeiten von etwa 1 Seemeile pro Stunde begrenzt.
Ein vollkardanisch aufgehängter Kreisel mit horizontaler Drehachse würde am geografischen Nordpol in 24 Stunden scheinbar um 360 Grad bzw. 15 Grad pro Stunde, bedingt durch die Erdrotation, abdriften, da der Kreisel stabil im Raum ist und die Erde sich dreht. Am Äquator wäre dieses nicht der Fall, außer man verwendet einen Kreisel dessen Drehachse vertikal ist, in diesem Fall spricht man aber nicht vom driften, sondern vom kippen.

## Ursachen und Ausgleichsrechnung
Die wichtigste Ursache einer Kreiseldrift ist eine kleine mechanische Unwucht im rotierenden Kreiselkörper, die infolge der Fertigungstoleranzen unvermeidlich ist. Sie bewirkt einen individuellen Driftanteil, der sich nach längeren Analysen durch mathematisch-physikalische Modelle und Filtermethoden weitgehend rechnerisch kompensieren lässt. Zusätzlich wirkt die systematische Präzession, Nutation. 
Weitere Einflüsse sind Änderungen der Temperatur, innere Temperaturgradienten, Einflüsse der Lagerreibung, Wechselwirkungen mit Accelerometern (Beschleunigungsmessern), sowie verschiedene Störungen von außen (mechanische Stöße, elektrostatische Effekte, Vibrationen usw.), die sich in der Verkehrstechnik nicht vermeiden lassen. Magnetische und viele elektrische Einflüsse lassen sich hingegen weitgehend vermeiden, indem die heikelsten Sensoren in möglichst größerer Entfernung vom Cockpit platziert werden.
Neben den erwähnten Modellierungen, die vor allem bei der Inertialnavigation wichtig sind, lässt sich die Wirkung von Kreiseldriften auch durch andere Messverfahren erfassen bzw. verringern. Dazu gehört
- das Dopplerradar, das eine laufende Messung der Fluggeschwindigkeit ermöglicht und damit das Aufsummieren kleiner Fehler von Accelerometern schon im Entstehen verhindert,
- diverse Verfahren der Funknavigation – allerdings nur indirekt über die Ortsbestimmung,
- Stützung durch Magnetfeld-Sonden (siehe auch Gyrosyn),
- Regelkreise wie die Schuler-Periode in der Trägheitsnavigation,
- Positions- und Geschwindigkeitsabgleich mit Satellitennavigationssystemen.
- Unter der Bezeichnung Integrierte Navigation werden seit etwa 2 Jahrzehnten verschiedene dieser Verfahren zu weitgehend optimalen Rechenmodellen vereinigt.

## Vergleichsrechnung
Für die mechanische Kompensation von Kreiseldriften, die heute allerdings zunehmend durch nachträglich-rechnerische Vorgangsweisen ersetzt wird, sind sehr kleine Stellgrößen erforderlich, um die mechanisch empfindlichen Kreiselsysteme nicht zusätzlich zu stören. Bei aktuellen Systemen kann trotz moderner Modellierungsmethoden nicht immer die ausreichend genaue Erfassung der Driftfehler garantiert werden. Auch die Entwicklung des Laserkreisels - der kein rotierender Kreisel im eigentlichen Sinne ist - hat die Genauigkeit nicht wesentlich erhöht.
Daher erfordert z. B. eine wirklich verlässliche Inertialnavigation die Kombination von mindestens zwei unabhängigen Systemen. Läuft die Ortsangabe dieser zwei INS nun über das tolerierbare Maß auseinander, wird ein drittes Messsystem – etwa aus der Funknavigation – benötigt, um zwischen der korrekten Anzeige und der verfälschten entscheiden zu können. 